# Erinnerungsstätte für die Freiheitsbewegungen in der deutschen Geschichte

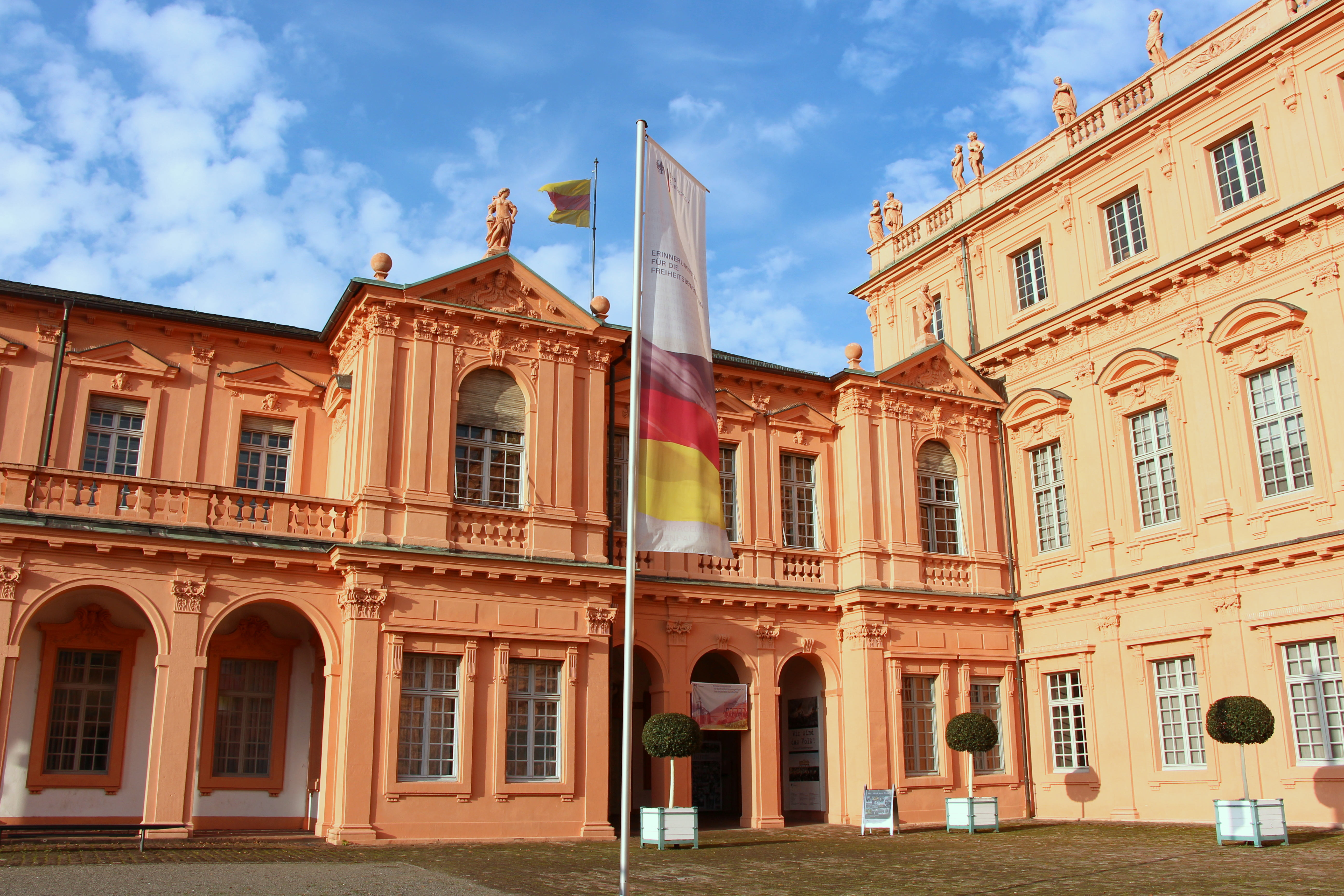
Eingang der Erinnerungsstätte im Schloss Rastatt

Die Erinnerungsstätte für die Freiheitsbewegungen in der deutschen Geschichte in Rastatt, kurz Freiheitsmuseum genannt, befasst sich mit den freiheitlich demokratischen Traditionen in Deutschland. Sie wurde am 26. Juni 1974 mit einer Rede vom Bundespräsident Gustav Heinemann eröffnet. Inhaltliche Ausgestaltung und institutionelle Verantwortung wurde dem Bundesarchiv übertragen. Von 1997 bis 2006 war Wolfgang Michalka Leiter der Erinnerungsstätte. Heutige Leiterin ist Elisabeth Thalhofer.
Seit 1995 wird die Arbeit vom Förderverein Erinnerungsstätte für die Freiheitsbewegungen in der deutschen Geschichte e. V. unterstützt; er gibt regelmäßig die Zeitschrift "Rastatter Freiheitsbote" heraus.
Die Erinnerungsstätte wurde im Schloss Rastatt untergebracht. Rastatt war ein wichtiger Schauplatz der Badischen Revolution und damit der Freiheitsbestrebungen von 1848. Das Museum ist eine zentrale Station der Straße der Demokratie von Frankfurt am Main nach Lörrach.
Anlässlich 20 Jahren deutscher Einheit wurde 2009 die Erinnerungsstätte um die Dauerausstellung zu Opposition und Widerstand in der DDR erweitert. Sowohl die Abteilung zur Revolution 1848/49 als auch die zu den DDR-Freiheitsbewegungen sollen den Freiheitskampf der Deutschen veranschaulichen.

## Themen

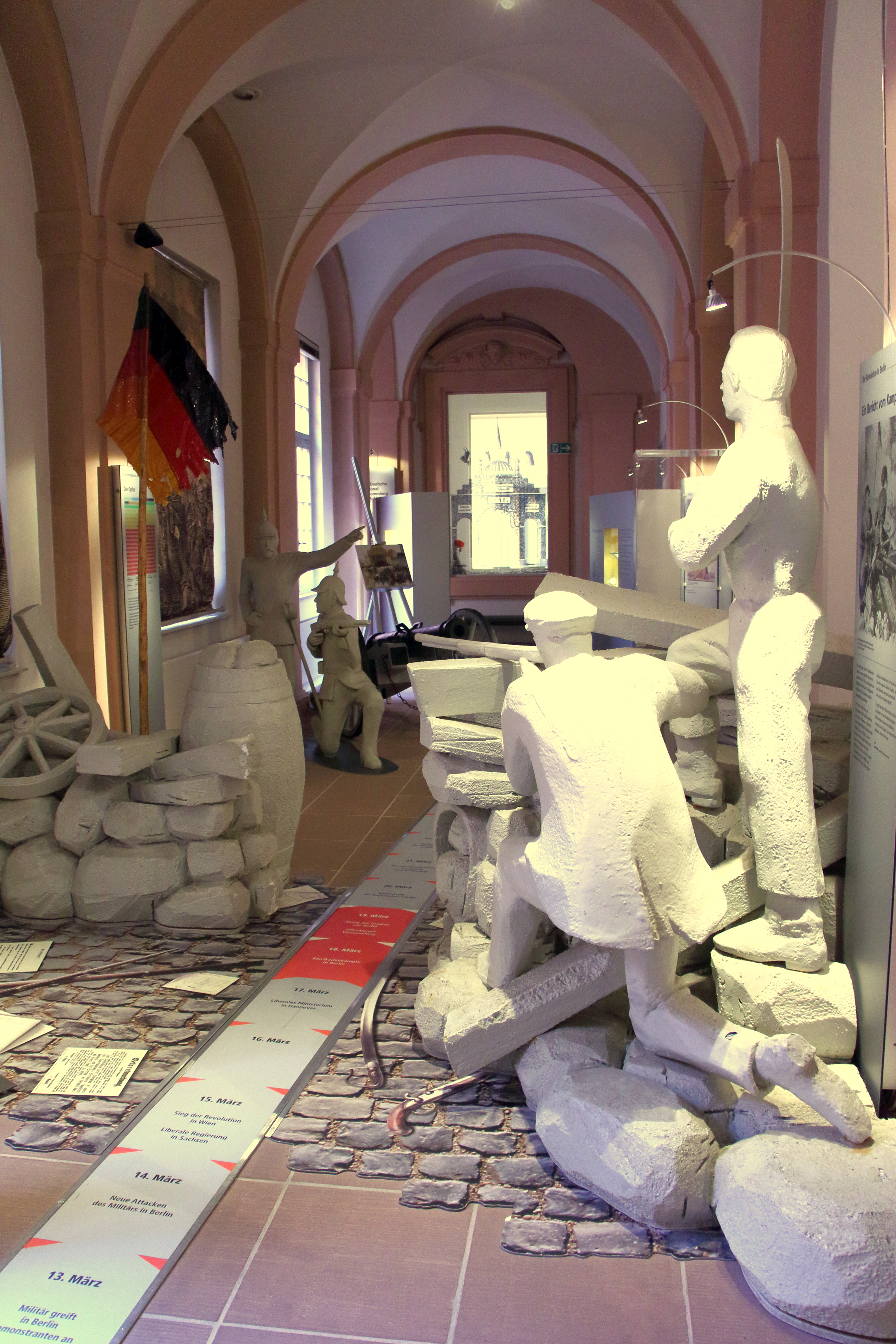
Gang mit Barrikadenszene

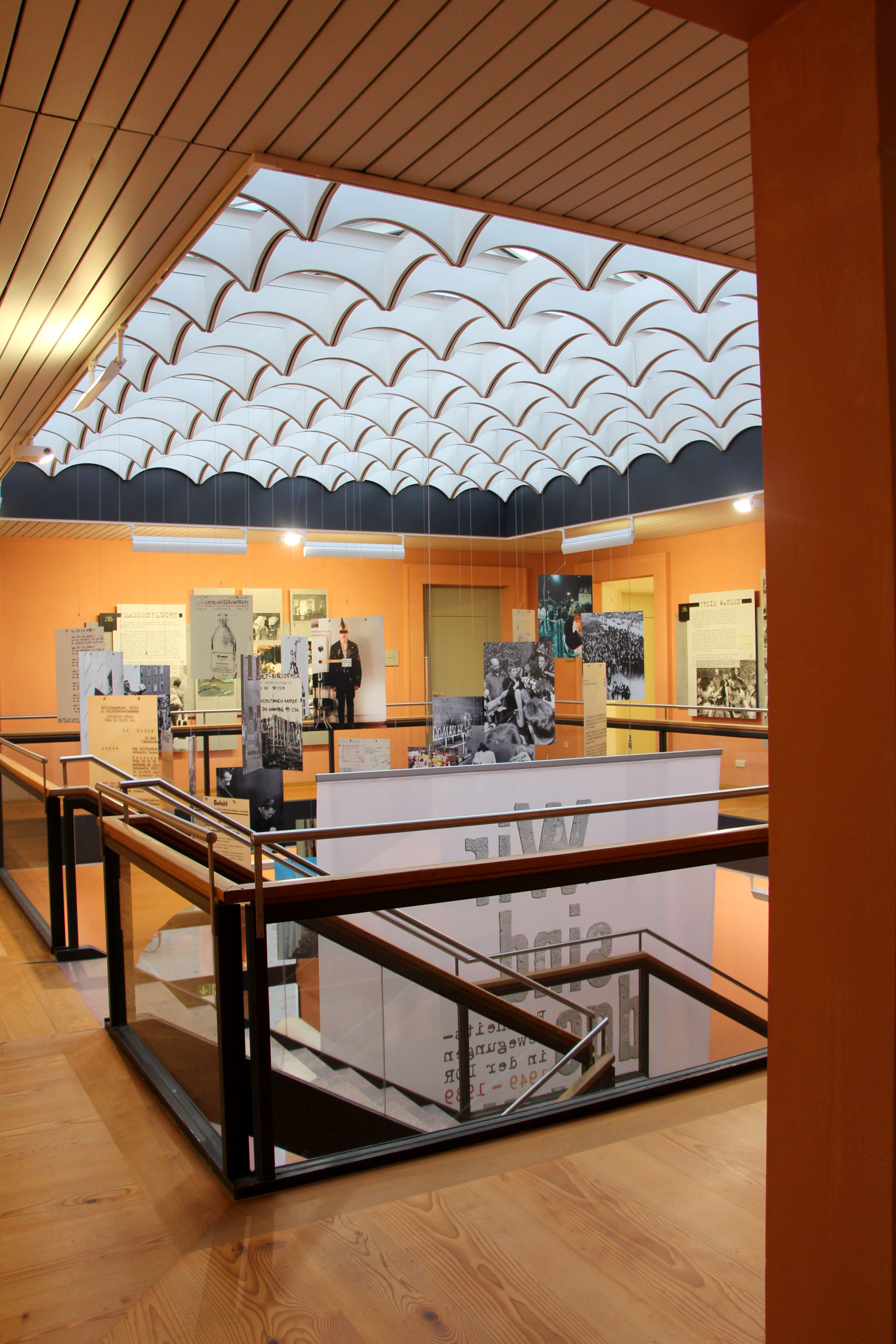
Friedliche Revolution in der DDR

Die Dauerausstellung zu den Freiheitsbewegungen im 19. Jahrhundert umfasst folgende Themen:
- Freiheitsbewegungen in der Frühen Neuzeit
- Soziale Frage
- Zwischen zwei Revolutionen: 1789–1848
- Die Märzrevolution 1848
- Die Deutsche Nationalversammlung 1848/49
- Die Grundrechte
- Der Kampf um die Reichsverfassung 1849
- Freiheitskämpfer in der Emigration
- Gustav W. Heinemann und Rastatt

Die Dauerausstellung zu den Freiheitsbewegungen in der DDR ist in folgende Bereiche eingeteilt:
- Freiheitsbewegungen zwischen 1945 und 1961
- Freiheitsbewegungen zwischen 1961 und 1989
- Jugend zwischen Anpassung und Auflehnung
- Ministerium für Staatssicherheit
- Friedliche Revolution und Deutsche Einheit

Neben der ständigen Ausstellung werden mehrmals im Jahr Sonderausstellungen gezeigt.

## Abbildungen

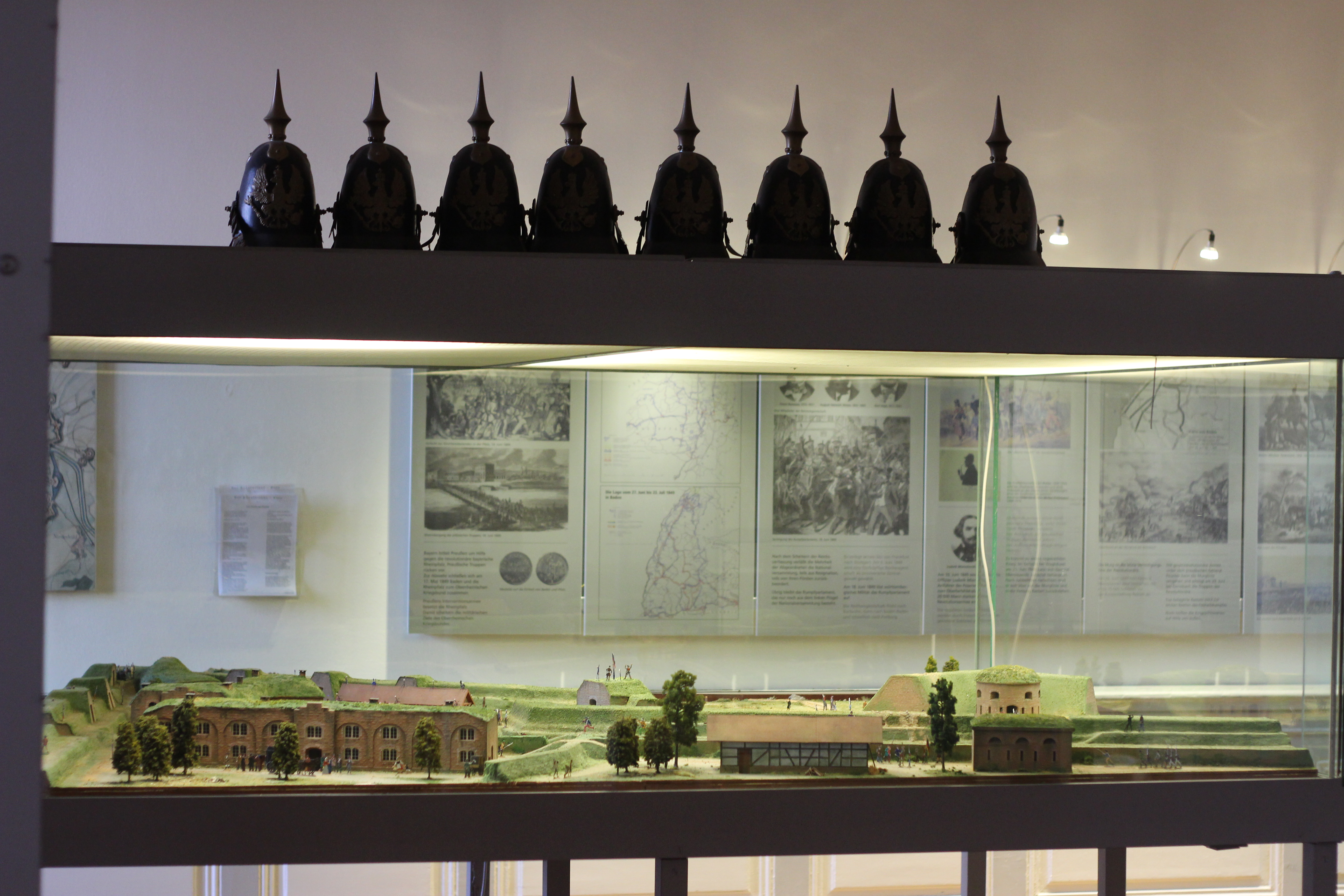
Modell der Festung
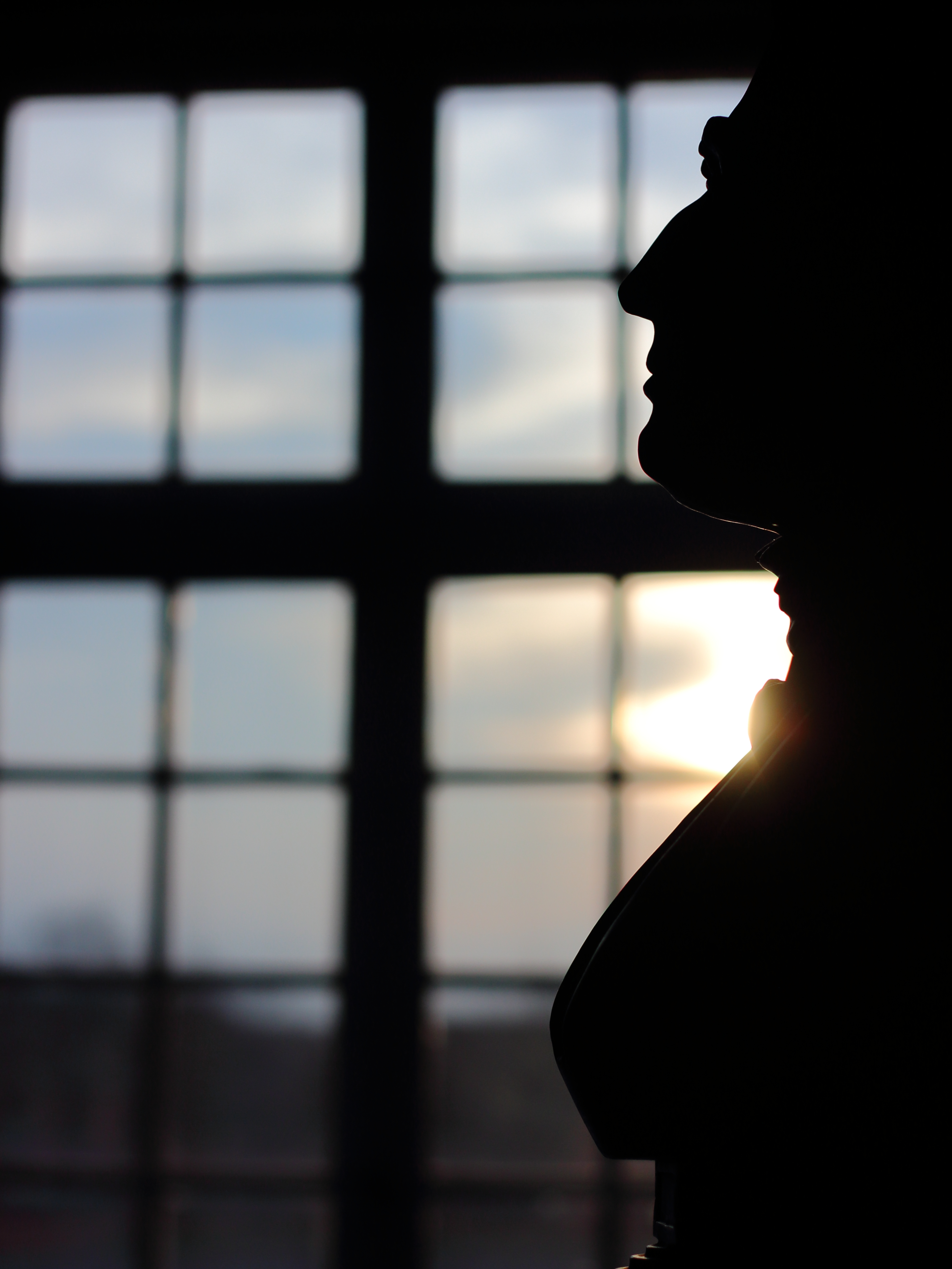
Büste Heinrich von Gagerns
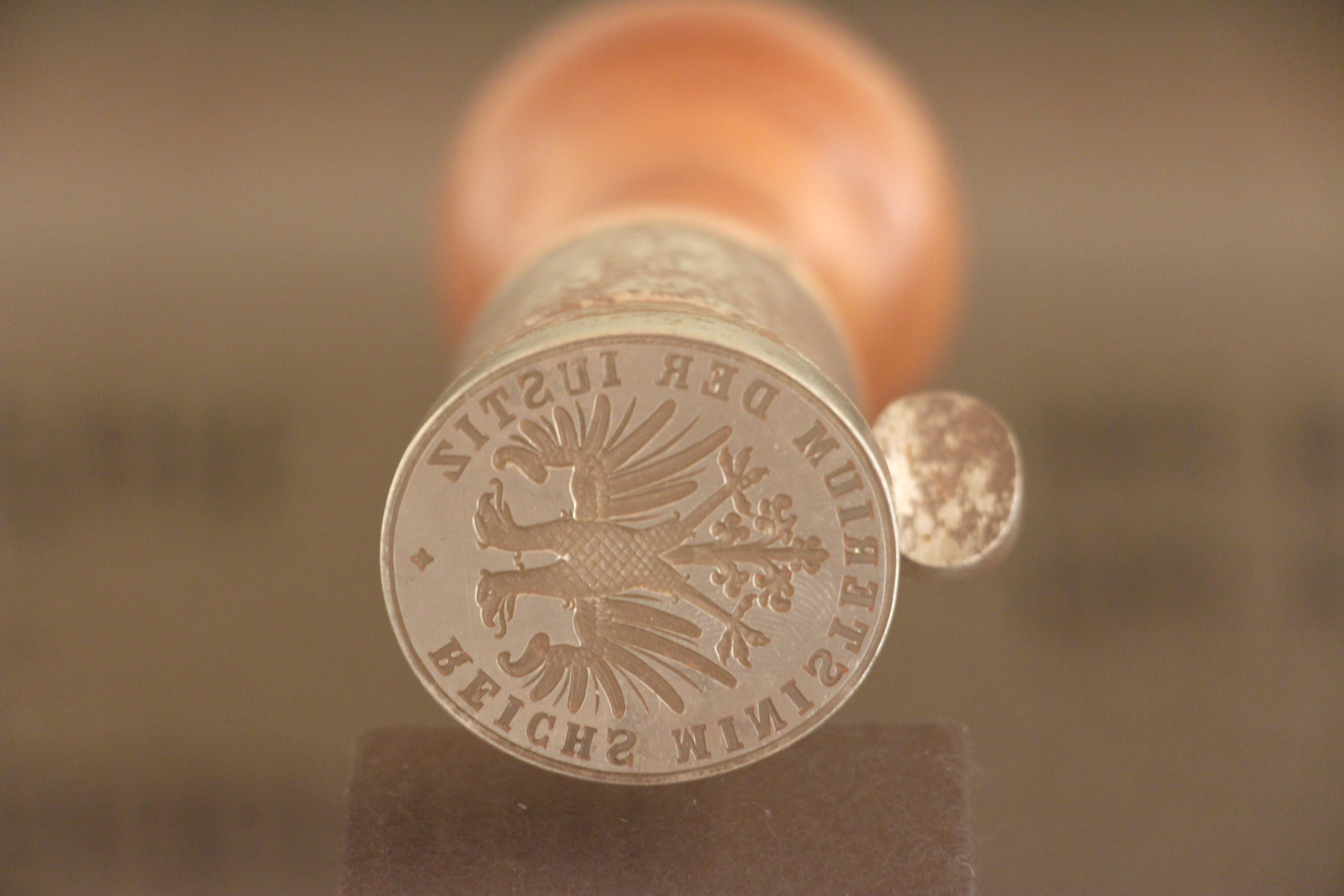
Stempel des Reichsjustizministeriums
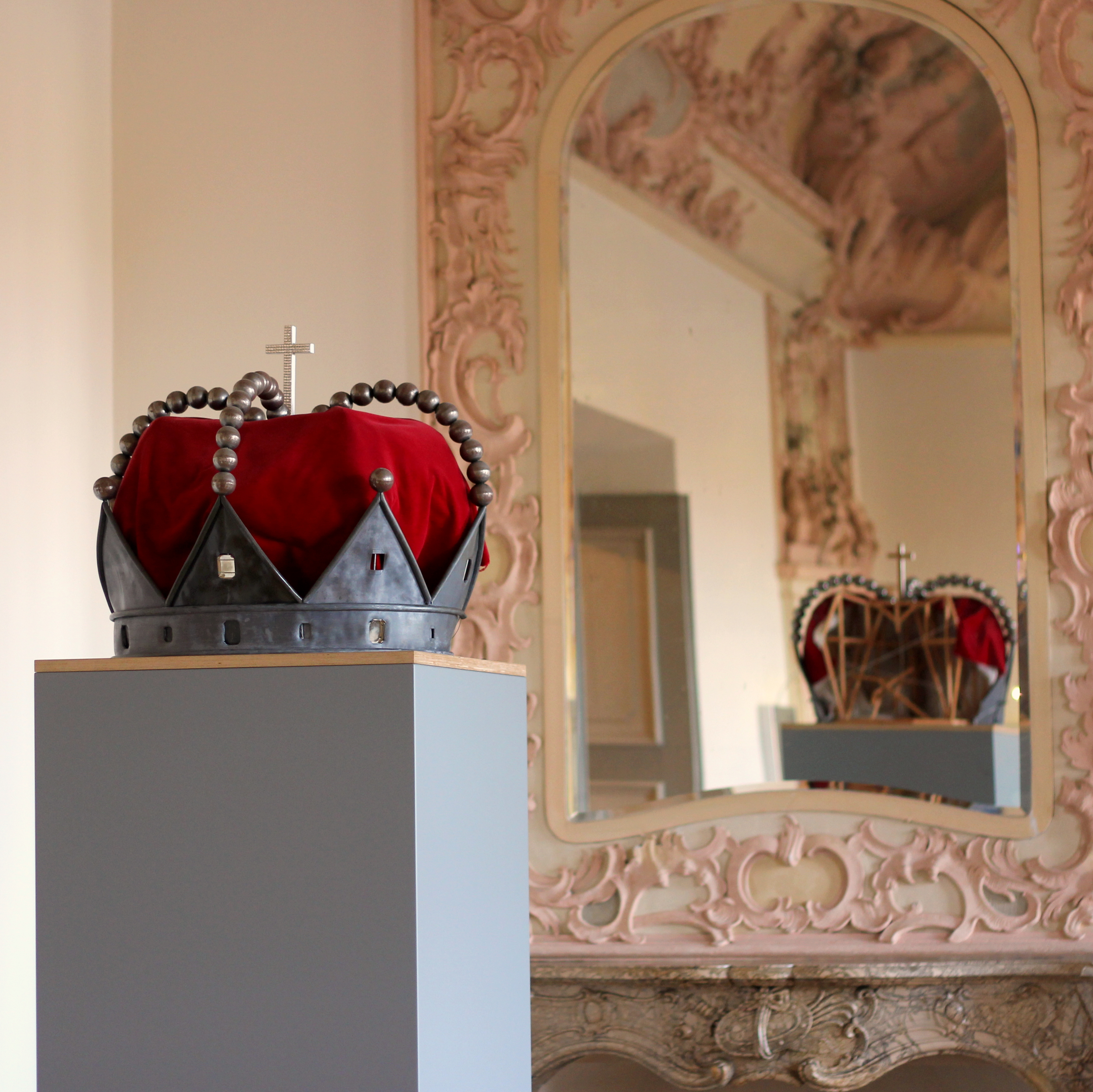
Geteilte Kaiserkrone